# The Wall Street Journal
The Wall Street Journal es un periódico estadounidense enfocado en economía y negocios, escrito en inglés, de carácter internacional y con sede en la ciudad de Nueva York. El Journal, junto con sus ediciones para Asia y Europa, es publicado seis veces a la semana por Dow Jones & Company, una división de News Corp. Publicado en formato de hoja ancha y en línea, es el periódico más grande de Estados Unidos por circulación. De acuerdo con News Corp., el Journal tuvo una circulación de 2.227 millones de copias (incluidos los cerca de 1 270 000 suscriptores digitales) en junio de 2017, en comparación con los 1.7 millones de USA Today.En junio de 2023 tuvo una circulación de 3.966 millones de copias (incluidos 3 406 000 suscriptores digitales).
El periódico deriva su nombre de Wall Street, el corazón del Distrito Financiero de Lower Manhattan, y ha sido impreso continuamente desde su creación el 8 de julio de 1889, por Charles Dow, Edward Jones y Charles Bergstresser. En 1996, lanzó una versión en línea en 1996, la cual es solo accesible a suscriptores desde su lanzamiento. Además, también publica la revista de estilo de vida WSJ.
The Wall Street Journal ha ganado 39 premios Pulitzer hasta 2023.

## Historia

### Comienzos

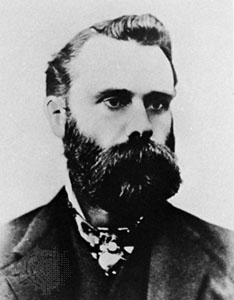
Charles Henry Dow (1851 - 1902).

El primer producto de Dow Jones & Company, editor de The Wall Street Journal, fueron boletines de noticias breves que se entregaban a mano durante todo el día a los operadores que participaban en las transacciones financieras de acciones de sociedades cotizadas. Posteriormente fueron agregados resúmenes diarios impresos llamados Customers' Afternoon Letter. Los reporteros Charles Dow, Edward Jones y Charles Bergstresser convirtieron esto en The Wall Street Journal, el cual fue publicado por primera vez el 8 de julio de 1889, y empezaron la entrega del servicio de noticias del Dow Jones vía telégrafo. En 1896, el "Promedio Industrial Dow Jones" fue lanzado oficialmente.índices de precios de acciones y bonos en la Bolsa de Nueva York. En 1899, la columna «Review & Outlook» del Journal, que sigue funcionando hasta el día de hoy, apareció por primera vez e inicialmente fue escrita por Charles Dow.
El periodista Clarence Barron compró el control de la compañía por US$130 000 en 1903; la circulación estaba alrededor de 7000 copias pero para el final de la década de 1920 ascendió a 50.000. A Barron y su antecesor se les atribuye la creación de una “atmósfera de valentía e independencia” en reportes financieros —una novedad en los comienzos del negocio periodístico—. En 1921, Barron's, el principal periódico financiero semanal de América, fue fundado.
Barron murió en 1928, un año antes del jueves negro cuando la caída de la bolsa fue ampliamente afectada por Gran Depresión en los Estados Unidos. La descendencia de Barron, la familia Bancroft, pudo continuar el control de la compañía hasta 2007.
El Journal tomó su prominencia y forma moderna en la década de 1940, un tiempo de expansión industrial para los Estados Unidos y sus instituciones financieras en Nueva York. Bernard Kilgore fue nombrado director de edición del periódico en 1941, y director general en 1945, finalmente compilando una carrera de 25 años como jefe del Journal. Kilgore fue el arquitecto del diseño más emblemático de la página frontal del periódico, con su "What's News", y su estrategia de distribución nacional, la cual trajo una circulación del periódico de 33.000 en 1941 a 1,1 millones de copias al momento de la muerte de Kilgore en 1967. Bajo el mando de Kilgore, en 1947, el periódico ganó su primer Premio Pulitzer, por la editorial de William Henry Grimes.
En 1967 Dow Jones Newswires comenzó una mayor expansión fuera de los Estados Unidos, colocando a los periodistas en cada centro financiero importante de Europa, Asia, América Latina, Australia y África. En 1970 el Dow Jones compró la cadena de periódicos Ottaway, la cual en ese momento comprendía de nueve diarios y tres periódicos dominicales. Más tarde, el nombre fue cambiado a Dow Jones Local Media Group.
La época de 1971 a 1997 trajo una serie de lanzamientos, adquisiciones, y empresas conjuntas, incluyendo "Factiva", el Wall Street Journal Asiático, el Wall Street Journal Europeo, el sitio web WSJ.com, Índices Dow Jones, "MarketWatch", y "WSJ Weekend Edition". En 2007 News Corp. adquirió WSJ., una revista de estilo de vida de lujo, que fue lanzada en 2008.

### Expansión en Internet

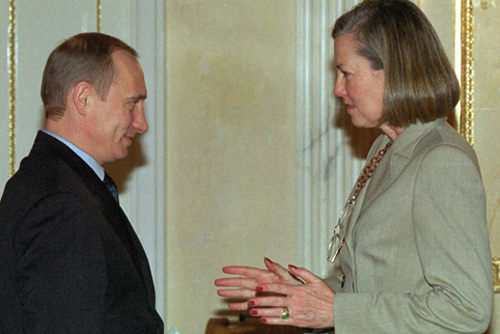
El presidente ruso Vladímir Putin con la corresponsal de Journal, Karen Elliott House, en 2002.

Un complemento al periódico impreso, The Wall Street Journal Online, fue lanzado en 1996. En 2003, Dow Jones empezó a integrar reportes impresos de Journal y suscriptores en línea juntos en la declaración de "Audit Bureau of Circulation". En 2007, comúnmente se creía que era el sitio web de suscripciones de pago más grande de noticias, con 980.000 suscriptores de pago. Desde entonces, los suscriptores en línea han disminuido, debido en parte al aumento en el costo de suscripción, y fue reportado en 400 000 en marzo de 2010. En mayo de 2008, una suscripción anual de la edición en línea de The Wall Street Journal cuesta US$119 para aquellos que no tiene suscripciones de la edición impresa. Para junio de 2013, el costo mensual de la suscripción de la edición en línea fue de US$22,99 o US$275,88 anuales, excluyendo oferta de lanzamiento.
El 30 de noviembre de 2004, Oasys Mobile y The Wall Street Journal lanzaron una aplicación que permite a los usuarios acceso al contenido de Wall Street Journal Online a través de sus teléfonos móviles. Esto "proveerá noticias de negocios y financieras de último minuto del Journal en línea, junto con amplios datos de mercado, acciones y commodities, además de un portafolio de información personalizado—directamente al teléfono celular".
Varias historias de noticias de The Wall Street Journal están disponibles a través de periódicos en línea gratuitos que se suscriban al sindicato de Dow Jones. Las historias ganadoras del premio Pulitzer desde 1995 están disponibles gratuitamente en el sitio web Pulitzer.
En septiembre de 2005, el Journal lanzó una edición de fin de semana entregada a todos los suscriptores, la cual marcó el regreso de las publicaciones en sábado después de un lapso de 50 años. La decisión fue diseñada en parte para exponer más publicidad ante el consumidor. Ese año, Journal reportó un perfil de lectores de cerca del 60% de alta gerencia, con un promedio de ingresos de US$191 000, un promedio de patrimonio neto de US$2,1 millones, y un promedio de edad de 55 años.
En 2007, el Journal lanzó una expansión mundial de su sitio web para incluir las principales ediciones en idiomas extranjeros. El periódico incluso había mostrado interés en comprar a su rival: el Financial Times.

### Cambios de diseño
En 2006, el Journal empezó a incluir publicidad en su página frontal por primera vez, basándose en la introducción de la publicidad de la página principal de las ediciones europeas y asiáticas del Journal a finales de 2005.
Después de presentar una página principal casi idéntica por medio siglo —siempre a seis columnas, con las principales noticias del día en la primera y sexta columna, "What's News" en la segunda y tercera, el artículo principal "A-hed" en la cuarta y reportajes semanales en la quinta columna,— en el 2007 el periódico disminuyó el ancho de su formato sábana de 15 a 12 cm manteniendo la longitud de 223⁄4 cm, para ahorrar costos de impresión. El novedoso consultor de diseño Mario García colaboró en los cambios. Dow Jones dijo que esto ahorraría $18millones al año en costos de impresión en todos los periódicos The Wall Street Journal. Esta decisión eliminó una columna de impresión, quitando a "A-hed" de su ubicación tradicional (aunque el periódico ahora por lo general incluye una historia peculiar en el lado derecho de la página principal, insertada entre las historias principales).
El periódico sigue utilizando dibujos de punto de tinta llamados hedcuts, que fueron introducidos en 1979 y creados originalmente por Kevin Sprouls, un método de ilustración considerado como marca visual consistente del periódico. El Journal sigue empleando fuertemente el uso de caricaturas, en particular las de Ken Fallin, como cuando Peggy Noonan conmemoró el reciente fallecimiento del periodista Tim Russert. El uso de fotografías y gráficos a color se ha hecho cada vez más común en los últimos años con la incorporación de más secciones de "estilo de vida".
El diario fue galardonado por la Sociedad Mundial de Diseño de Noticias con el premio al periódico con el mejor diseño en 1994 y 1997.

### News Corporation y News Corp

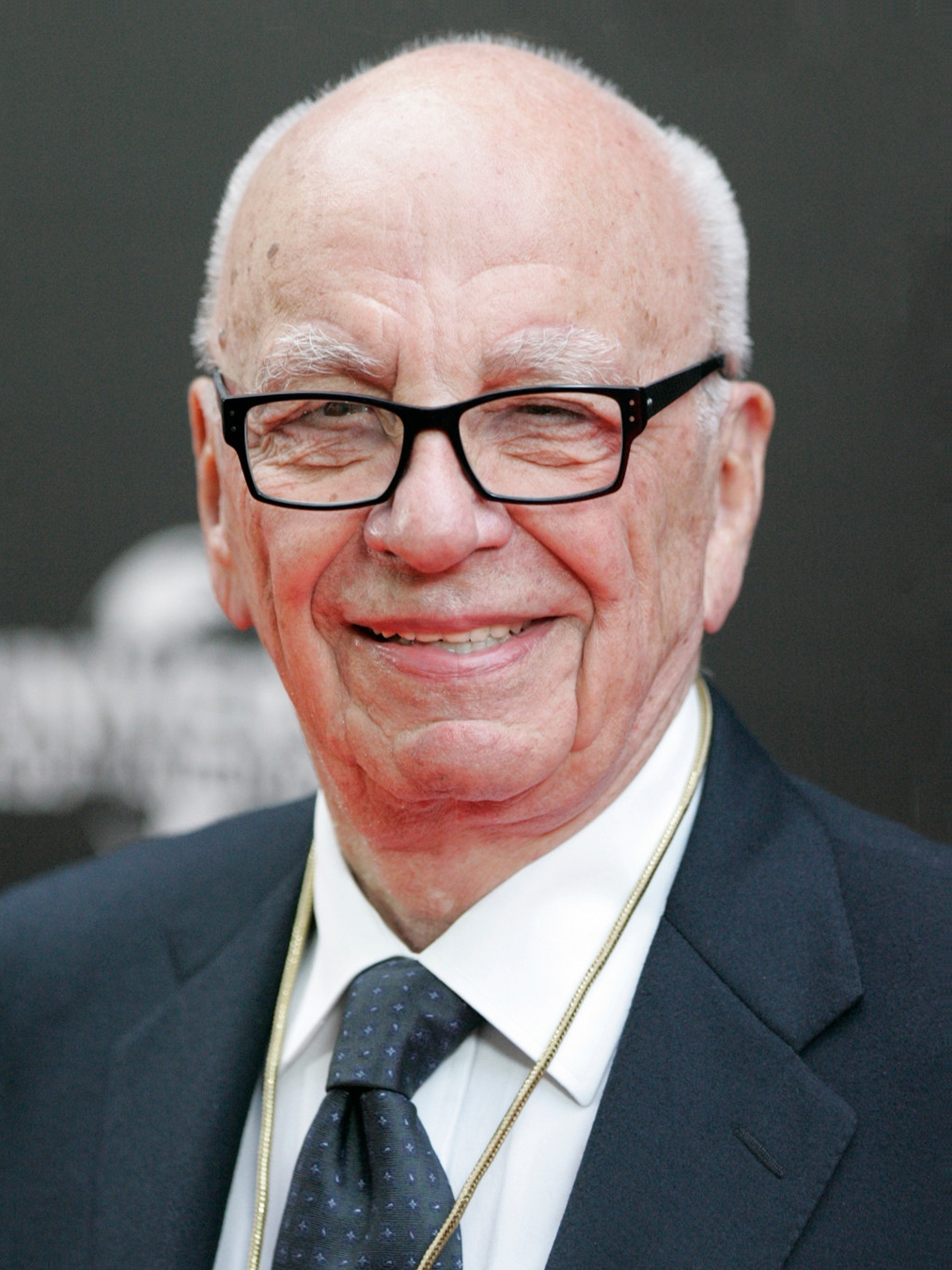
Rupert Murdoch en 2012. El empresario fue el fundador de News Corp.

El 2 de mayo de 2007, News Corporation hizo una oferta no solicitada de compra para Dow Jones, ofreciendo US$60 por acción, mismas que se había estado vendiendo por US$33 cada una. La familia Bancroft, la cual controla más del 60% de las acciones comunes, rechazó la oferta en un comienzo, pero después reconsideró su posición.
Tres meses después, el 1 de agosto de 2007, News Corporation y Dow Jones llegaron a un acuerdo de fusión definitivo. La venta por US$5 billones incluyó The Wall Street Journal al imperio de noticias de Rupert Murdoch, el cual ya incluía: Fox News Channel en la unidad financiera y The Times de Londres, así como el New York Post, la estación principal deFox WNYW (Canal 5) y MyNetworkTV WWOR (Canal 9).
El 13 de diciembre de 2007, los accionistas, que representan más del 60% de las acciones comunes, aprobaron la adquisición de la compañía de News Corporation.
En una columna de la página editorial, el editor L. Gordon Crovitz dijo que los Bancrofts y News Corporation habían acordado que las noticias y las secciones de opinión del Journal podían conservar su independencia editorial de la nueva compañía matriz:
Un comité especial fue establecido para supervisar la integridad editorial del Journal. Cuando el redactor jefe Marcus Brauchli renunció el 22 de abril de 2008, el comité dijo que News Corporation había violado su acuerdo al no notificar al comité con anticipación. Sin embargo, Brauchli dijo que creía que los nuevos propietarios debían asignar a su propio editor.
En 2011, The Guardian encontró pruebas de que el Journal había inflado artificialmente sus números de ventas en Europa, mediante el pago a la Asociación del Aprendizaje Ejecutivo para la compra del 16% de sus ventas Europeas. Estas cifras de ventas infladas luego permitieron al Journal cobrar tarifas similares infladas en publicidad, ya que los anunciantes podían pensar que llegarían a más lectores de los que realmente alcanzaron. Además, el Journal acordó ejecutar "artículos" que ofrecían la Asociación del Aprendizaje Ejecutivo, presentado como noticia, pero con la eficacia de publicidad. El caso salió a la luz después de que un empleado belga del Wall Street Journal, Gert Van Mol, informó al director general de Dow Jones, Les Hinton, acerca de la práctica cuestionable. Como resultado el entonces director general de Wall Street Journal Europe y editor Andrew Langhoff fue despedido después de enterarse de que presionó personalmente a los periodistas para cubrir a uno de los socios del negocio del periódico involucrado en el tema. Desde septiembre de 2011 todos los artículos en línea que resultaron de la mala conducta ética llevan una advertencia que informa a los lectores del Wall Street Journal acerca de las circunstancias en las que fueron creados. 
El Journal, junto con su similar Dow Jones & Company, fue una de las empresas de News Corporation que escindió en 2013 como el nuevo News Corp.

## Características
En 2016, The Wall Street Journal lanzó un nuevo formato para el periódico con menos secciones. El nuevo formato cuenta con una sección de "Negocios y finanzas" que combinó sus anteriores secciones de "Negocios y tecnología" y "Dinero e inversiones". También pasó a incluir una nueva sección de "Vida y Artes" que combinó sus secciones "Arena" y "Diario Personal". Adicionalmente, la cobertura del "Gran Nueva York" se redujo y pasando a la sección principal.
El periódico continua incluyendo "Informes del diario" los lunes y "Mansión" los viernes como secciones separadas.
The Wall Street Journal tiene un personal global de noticias de más 2000 periodistas en 85 agencias de noticias a través de 51 países. Tiene 26 plantas de impresión.

### Revista WSJ.
La revista WSJ. es una publicación de estilo de vida de lujo de The Wall Street Journal. Su contenido abarca el arte, moda, entretenimiento, diseño, comida, arquitectura, viajes y más. Lanzada como una publicación trimestral en 2008, la revista creció a 12 números por año para 2014. La revista se distribuye dentro de Estados Unidos como una edición de fin de semana del periódico The Wall Street Journal (promedio en circulación pagado e impreso es de +2.2 millones*), en las ediciones Europeas y Asiáticas, y está disponible en WSJ.com. Cada número también está disponible mensualmente en la aplicación móvil de The Wall Street Journal.
Desde octubre de 2012, Kristina O’Neill es redactora jefe. Ese mismo año, la revista lanzó su plataforma de firma, The Innovator Awards. Una extensión de la edición Innovadores de noviembre, la ceremonia de entrega, que tuvo lugar en Nueva York en el Museum of Modern Art (MoMA), honra a los visionarios en el ámbito de diseño, moda, arquitectura, humanitarismo, arte y tecnología. En 2019 los ganadores fueron: Julianne Moore, Tyler, the Creator, y Eddie Murphy, entre otros.
Penélope Cruz, Carmelo Anthony, Woody Allen, Scarlett Johansson, Emilia Clarke, Daft Punk y Gisele Bündchen han aparecido en la portada.

## Página editorial

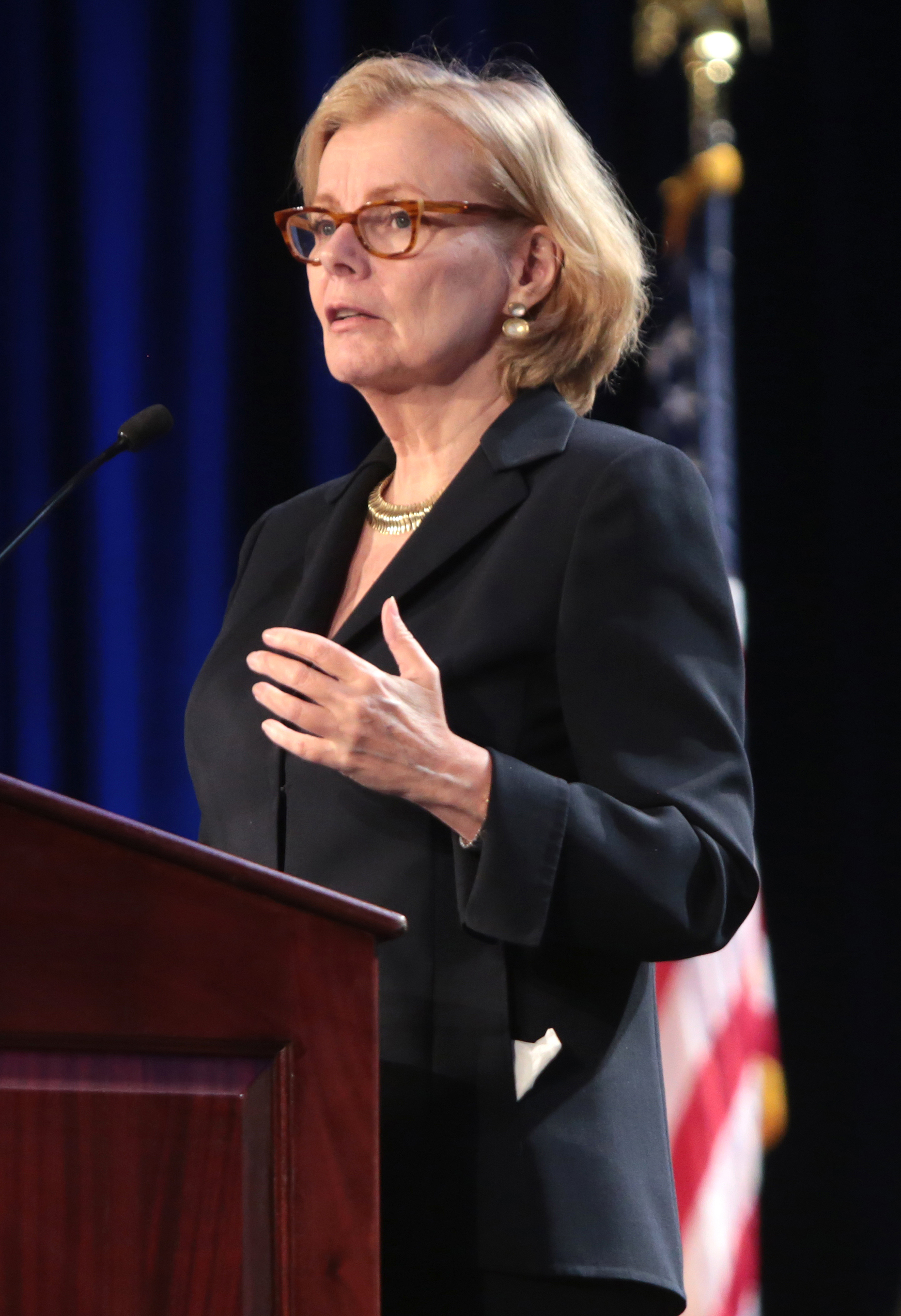
La columnista de The Wall Street Journal Peggy Noonan recibió el premio Pulitzer de mejor comentario por sus columnas sobre las elecciones presidenciales de Estados Unidos de 2016.

The Wall Street Journal ganó los primeros dos premios Pulitzer por la redacción de editoriales en 1947 y 1953. De igual manera los premios Pulitzer se le han otorgado por redacción de editoriales a Robert L. Bartley en 1980 y Joseph Rago en 2011; por críticas a Manuela Hoelterhoff en 1983 y Joe Morgenstern en 2005; y por comentarios a Vermont Royster en 1984, Paul Gigot en 2000, Dorothy Rabinowitz en 2001, Bret Stephens en 2013, y Peggy Noonan en 2017.
Dos resúmenes publicados en 1995 por el blog progresista Fairness and Accuracy in Reporting, y en 1996 por Columbia Journalism Review critican la página editorial del Journal por la inexactitud durante la década de 1980 y 1990.
Su posición histórica fue muy similar. Como exdirector William H. Grimes escribió en 1951:

En nuestra página editorial la hacemos sin pretensiones de caminar en medio del camino. Nuestros comentarios e interpretaciones son hechas de un punto de vista definitivo. Creemos en la persona, su sabiduría y su decencia. Nos oponemos a toda violación de los derechos humanos, si se derivan de los intentos de monopolio privado, monopolio sindical o de un crecimiento excesivo de gobierno. Las personas dirán que somos conservativos o incluso reaccionarios. No estamos interesados en las etiquetas pero si tuviéramos que escoger una, diría que somos radicales. Tan radicales como la doctrina Cristiana.

Cada Día de Acción de Gracias la página editorial imprime dos famosos artículos que han aparecido desde 1961. El primero se llamado «The Desolate Wilderness», y describe lo que Pilgrims vio cuando llegó a la Colonia Plymouth. La segunda se titula «And the Fair Land», y describe la generosidad de América. Fue escrita por el exdirector, Vermont C. Royster, cuyo artículo de Navidad «In Hoc Anno Domini», ha aparecido cada 25 de diciembre desde 1949.

### Puntos de vista económicos
Durante la administración del presidente Ronald Reagan, la página editorial del periódico fue particularmente influyente como la voz líder de la Economía de la oferta. Bajo la dirección de Robert Bartley, se expuso ampliamente sobre los conceptos económicos tales como la curva de Laffer, y como una disminución de cierto tipo de impuesto marginal y ganancias de capital supuestamente podrían aumentar el ingreso fiscal mediante la generación de una mayor actividad económica.
En el argumento económico de regímenes cambiarios (uno de los temas más divisivos entre economistas), Journal tiene una tendencia de apoyar los tipos de cambio fijos sobre tipos de cambio flexibles. Por ejemplo, Journal fue un gran partidario de la paridad del yuan chino frente al dólar, y estuvo en total desacuerdo con los políticos americanos quienes criticaron el gobierno chino a cerca de la paridad. Se opuso a la decisión de China de permitir el flote del yuan poco a poco, argumentando que el tipo de interés fijo beneficiaria tanto a los Estados Unidos como a China.
El punto de vista del Journal se compara con los de la publicación británica de The Economist, con su énfasis en mercados libres.

### Puntos de vista políticos
El comité de redacción ha sostenido durante mucho tiempo una política de inmigración pro-empresarial. El 3 de julio de 1984, el comité escribió: «Si Washington sigue queriendo 'hacer algo' acerca de la inmigración, proponemos una reforma constitucional de cinco palabras: Deberá haber fronteras abiertas». Esta posición en la reforma migratoria pone a Journal como un oponente de los activistas más conservadores y políticos, por ejemplo National Review, quien esta a favor de las restricciones en la inmigración.
En los años 2000, Journal defendió a Scooter Libby, a quien retratan como víctima de una “caza de brujas” política. También publicó editoriales comparando los ataques por Seymour Hersh, y The New York Times a Leo Strauss y su supuesta influencia en la administración de George W. Bush con los de Lyndon LaRouche, una teoría de conspiración y una candidatura presidencial perenne.
Algunos ex-reporteros de The Wall Street Journal han dicho que desde que Rupert Murdoch compró el periódico, las noticias han sido modificadas para adaptarse a un tono más conservador, criticando a los demócratas. La sección op-ed habitualmente publica artículos por científicos escépticos en la teoría del calentamiento global, incluyendo varios ensayos de Richard Lindzen del Instituto Tecnológico de Massachusetts. Del mismo modo, Journal se negó a publicar opiniones de científicos prominentes con conclusiones opuestas.
Tanto la página web de Journal como la de Reuters en idioma chino fueron bloqueadas por el gobierno Chino en octubre de 2013, según los informes habían publicado historias poco halagadoras sobre las “élites chinas”. Fueron desbloqueados a inicios de enero de 2014.

## Sesgo de información
Los editores de Journal destacan la independencia e imparcialidad de sus reporteros. En un estudio de 2004, Tim Groseclose y Jeff Milyo calcularon el sesgo ideológico de 20 medios de comunicación contando la frecuencia, citaron Think tanks particulares y comparándolos con la frecuencia con que legisladores citaban el mismo think tank. Encontraron que los reporteros de The Journal eran los más liberales, más liberales que NPR o The New York Times. El estudio no fue un factor en las editoriales. Mark Liberman criticó el modelo usado para calcular el sesgo en el estudio y argumentó que el modelo afectaba en forma desigual a liberales y conservadores y que "la ideología think tank [...] es importante solo para los liberales."

## Reportajes notables y premios Pulitzer
Journal ha ganado 38 Premios Pulitzer en su historia. Periodistas que llevaron a los mejores equipos de cobertura más conocidos de la prensa tienen publicados libros que más tarde resumieron y extendieron sus reportes.

### SigloXX
1987, Adquisición de RJR Nabisco
En 1987, una guerra de ofertas se produjo entre varias firmas financieras de tabaco y comida de RJR Nabisco. Bryan Burrough y John Helyar documentaron los eventos en más de dos docenas de artículos Journal. Más tarde Burrough y Helyar usaron estos artículos como la base de un exitoso libro, Barbarians at the Gate: The Fall of RJR Nabisco, la cual se convirtió en una película para HBO.
1988, Uso de información privilegiada
En la década de 1980, un reportero de Journal James B. Stewart atrajo la atención nacional de la práctica ilegal del uso de información privilegiada. Fue galardonado con el Premio Pulitzer en periodismo explicativo en 1988, el cual compartió con Daniel Hertzberg, quien llegó a servir como el principal redactor jefe del periódico antes de renunciar en 2009. Stewart se explayó en este tema en su libro Den of Thieves.
1997, Tratamiento del Sida
David Sanford, un editor de la página principal quien fue infectado con Virus de la inmunodeficiencia humana (VIH) en 1982 en un baño público, escribió un relato personal de primera plana sobre como, con la asistencias de mejores tratamientos de VIH, fue desde la planeación de su muerte a la planeación de su retiro. Él y otros seis reporteros escribieron acerca de nuevos tratamientos, temas políticos y económicos, y ganó el Premio Pulitzer de 1997 por su Reporte Nacional acerca del sida.

### SigloXXI
2000, Enron
Jonathan Weil, un reportero de la oficina de Dallas de The Wall Street Journal, se le atribuye con la primera ruptura de la historia de los abusos financieros de Enron en septiembre del 2000. Rebecca Smith y John R. Emshwiller reportaron sobre la historia con regularidad, y también escribieron un libro titulado 24 Days. 

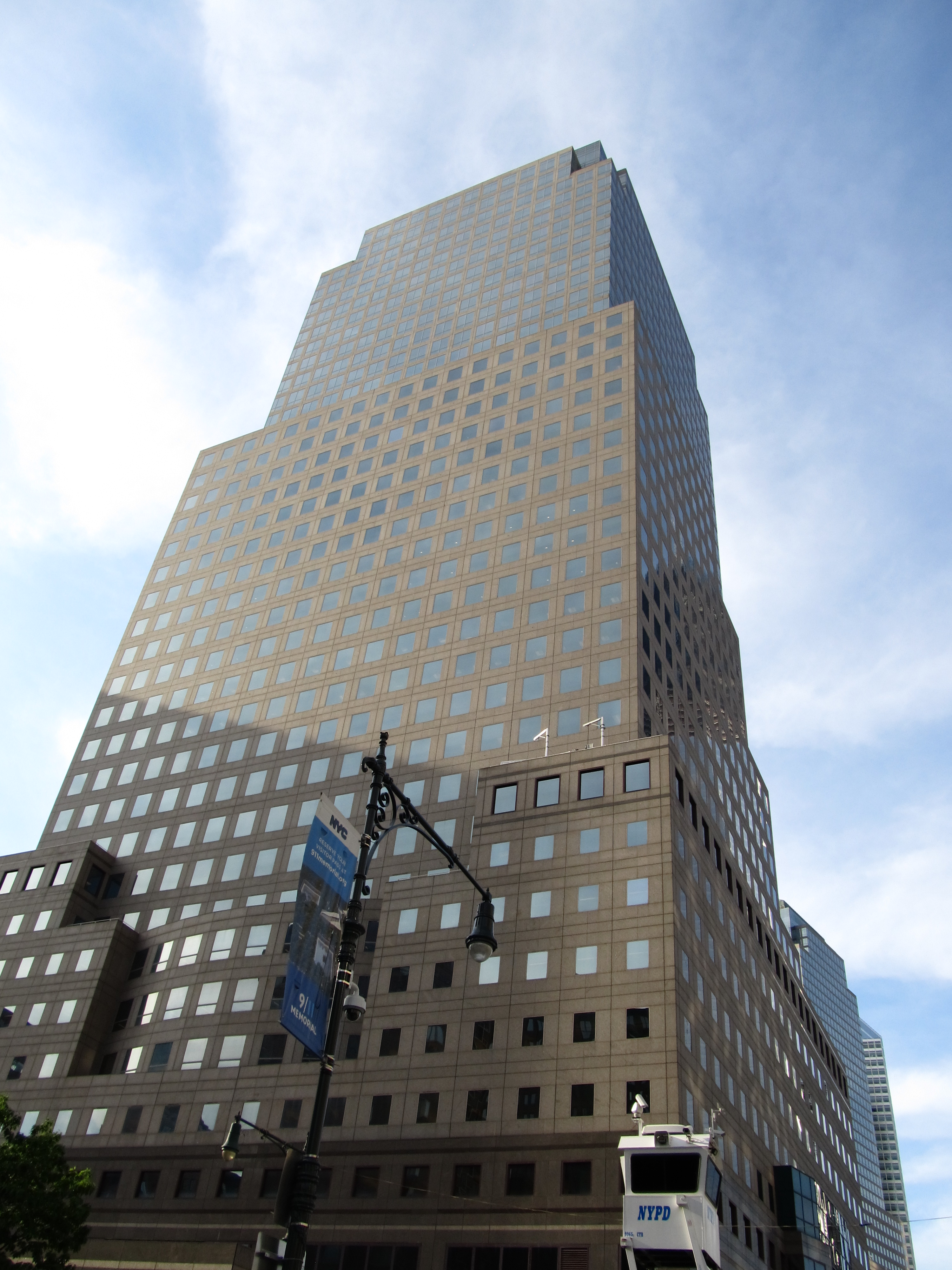
One World Financial Center en 2012.

2001, Atentados del 11 de septiembre de 2001
The Wall Street Journal afirma haber enviado el primer reporte de noticias, en el cable Dow Jones, de un avión que se estrelló contra el World Trade Center durante los atentados del 11 de septiembre de 2001. Su sede, en el One World Financial Center, fue severamente dañado por la caída del World Trade Center justo cruzando la calle. Editores principales estaban preocupados de que pudieran perderse la publicación del primer número por primera vez en 112 años de historia del periódico. Ellos colocaron una oficina improvisada en la casa de un editor, mientras mandaban a la mayoría del personal al South Brunswick, N.J. del Dow Jones, campo corporativo, donde habían establecido una editorial de emergencia después del atentado del World Trade Center de 1993. El periódico estaba en los stands al otro día, aunque en forma reducida. Tal vez la historia más convincente en la edición de ese día fue un relato de primera mano del colapso de las Torres Gemelas escrita por el entonces editor extranjero (y actual jefe de la oficina de Washington) John Bussey, quien estaba encerrado en el noveno piso de las oficinas de Journal, literalmente en la sombra de las torres, desde donde realizó reportes en vivo a CNBC mientras las torres se quemaban. Él apenas escapó con lesiones graves cuando la primera torre colapso, haciendo añicos todas las ventanas de las oficinas de Journal y llenándolas de polvo y escombros. Journal ganó el Premio Pulitzer en 2002 por el Reportaje en Noticias de Última Hora por las historias de ese día.
Posteriormente Journal realizó una investigación global de las causas y el significado de los atentados, utilizando los contactos que había desarrollado mientras cubría negocios en el mundo Árabe. En Afganistán, un reportero de The Wall Street Journal compró un par de computadoras robadas que los líderes de Al Qaeda habían utilizado para planear asesinatos, ataques químicos y biológicos, y actividades diarias mundanas. Los archivos encriptados se descifraron y tradujeron. Fue durante esta cobertura que los terroristas secuestraron y mataron al reportero del Journal Daniel Pearl.
2007, Escándalo de opciones sobre acciones
En 2007, el periódico ganó el Premio Pulitzer por Servicio Público, con su icónica Medalla de Oro, por exponer a compañías que ilegalmente antedataron opciones sobre acciones que otorgaron a los ejecutivos para aumentar su valor.
2008, Caída de Bear Stearns
Kate Kelly escribió una serie de tres partes que detalla eventos que llevaron a Bear Stearns al colapso.
2010, Atención sanitaria de McDonald's
Un reporte publicado el 30 de septiembre de 2010 detalla acusaciones de que McDonald's tenía planes de retirar la cobertura sanitaria para los empleados que trabajaban por hora que provocaron críticas a McDonald's, así como a la administración de Obama. WSJ informó que el plan para quitar la cobertura provenía de los nuevos requerimientos de salud dentro de la Ley de Protección al Paciente y Cuidado de Salud Asequible. McDonald's dijo que el reporte era "especulativo y engañoso," afirmando que no tenía planes para retirar la cobertura. El reporte de WSJ y su subsecuente réplica recibieron cobertura de otros medios de comunicación.